# Urangaua subanalis
Urangaua subanalis là một loài bọ cánh cứng trong họ Cerambycidae.